# Dmitrij Boriszovics Kabalevszkij
Dmitrij Boriszovics Kabalevszkij (oroszul: Дмитрий Борисович Кабалевский) (Szentpétervár, 1904. december 30. [a Julián naptár szerint december 17.] – Moszkva, 1987. február 18.) szovjet-orosz zeneszerző, zongoraművész, karmester. Zenekari művei mellett a Romain Rolland regénye nyomán írt Кола Брюньон (’Colas Breugnon’) című operájával (1937/1968) vált nemzetközileg ismertté.

## Élete
Csajádjával 1916-ban költözött Moszkvába, ahol a Szkrjabin konzervatóriumban kezdte meg zenei tanulmányait. 1925-től volt a moszkvai konzervatórium növendéke zeneszerzés (Nyikolaj Jakovlevics Mjaszkovszkij) és zongora szakon. 1932-től ugyanitt tanított.
1940–46 között a Szovjetszkaja Muzika szerkesztője, majd a Szovjet Tudományos Akadémia zenei osztályának vezetője. A Szovjet Zeneszerzők Szövetségének első titkára. Művei a 19. századi hagyományokat követik.
Operákat, négy szimfóniát, balett zenét, három zongoraversenyt, gordonkaversenyt, vonósnégyest, zongoradarabokat írt.